# Монастир бригідок (Луцьк)
Монастир бригідок — монастир першого луцького жіночого католицького ордену; пам'ятка архітектури національного значення, розташована на вулиці Кафедральній, 16, в історико-культурному заповіднику "Старий Луцьк" [Архівовано 26 березня 2012 у Wayback Machine.].

## Заснування монастирського комплексу
В межах Окольного замку, який мав спільний мур із Верхнім замком у Луцьку, розташовувався палац луцького старости і литовського канцлера Альбрехта Станіслава Радзивілла. Палац був прибудований до південної стіни Окольного замку між вежами Свинюських і Четвертинських . Ще на початку XVII ст. дружина волинського хорунжого Ізабелла Семашко запросила до Луцька орден бригідок. У 1624 році Альбрехт Радзивілл передав луцьким бригідкам свій палац . Він пояснював це так (переклад з польської) :
| | \| Я хочу поширювати хвалу божу за звичаєм своїх предків. Крім того, зважаючи на відсутність жодного жіночого монастиря, потреба заснувати такий є дуже важливою для помноження божої хвали. \| |
| Я хочу поширювати хвалу божу за звичаєм своїх предків. Крім того, зважаючи на відсутність жодного жіночого монастиря, потреба заснувати такий є дуже важливою для помноження божої хвали. | |

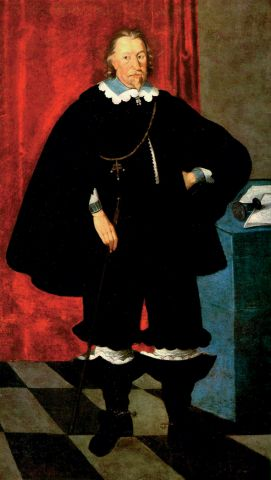
Альбрехт Радзивілл, 1640 рік

Луцький конвент Святої Бригіти, підтримуваний королем та Костелом, обдарований фундушами від луцького єпископа Станіслава Лубенського та Папи Урбана VIII , мав достатні кошти для активної діяльності. Подарований палац треба було переобладнати під монастирські приміщення, а також збудувати костел. Спочатку в одній із веж Окольного замку, які з обох боків примикали до палацу, бригідки обладнали каплицю з образом апостола Петра в кайданах . Паралельно з цим відбувалося будівництво костелу. У 1635 році король Владислав IV Ваза надав дозвіл бригідкам зробити хвіртку у замковому мурі до річки Стир. Будівельні роботи були завершені у 1642 році і цим самим засвідчили побудову костелу Святої Бригіти у стилі бароко та переобладнання палацу під келії, в якому зокрема були зроблені вікна із виходом на річку.

## Історія діяльності монастиря
При монастирі діяла школа, де навчалися діти шляхтичів та заможних міщан. Так, відомо про панночку Анну Станішевську, батьком якої був луцький ключник і королівський секретар Ян Станішевський. Після його смерті вона успадкувала великі маєтки. Бригідський монаший чин прийняла й Анна Гулевичівна — дочка Єжи Гулевича. Орден бригідок на рівні з іншими орденами та костелами Луцька мав достатню підтримку серед шляхти та простих міщан. Для лобіювання інтересів католицьких монастирів Волині у сенаті та сеймі було достатньо представників із Волині. Так, зокрема й монастир бригідок в Луцьку отримував щедрі пожертви від шляхти у першій половині XVII ст. . У 1644 році монастир отримав дарунок у розмірі 1000 злотих від Маріанни Гулевичівни. До справи підвищення добробуту обителі долучалися і настоятельки монастиря. У 1673 році за активної діяльності настоятельки Теофілії Одинцувної монастир був звільнений від сплати податків.
Крім того, відомі неодноразові судові процеси луцьких бригідок із представниками шляхти за матеріальні ресурси. У 1648 році вони подали до суду на синів Єжи Гулевича Вацлава і Яна, звинувачуючи їх у приховуванні батьківського заповіту, згідно з яким нібито залишались великі пожертви для лікарень та костелів. Проте справа закінчилася виправданням братів, позаяк суд не зміг знайти доказів існування саме такого заповіту. Цікаво, що друга судова справа бригідок проти тих же братів Вацлава і Яна була виграшною. Свого часу брати відмовилися виконати останню волю Маріанни Гулевичівни — зробити пожертву на монастир. Зрештою суд задовольнив позов, і Вацлав з Яном Гулевичі виплатили бригідкам 1000 злотих .
У 1724 році сталася пожежа, яка завдала значної шкоди костелові й монастирю. Проте за підтримки луцького єпископа Стефана Рупневського орден відновив пошкоджені приміщення. На загальноміській пожежі у 1781 році бригідський комплекс знову постраждав від вогню. На численні пожертви костел і монастир були відновлені, але вже реконструйовані у стилі класицизму. Крім цього, під час реконструкції була змурована велика стіна, яка відгороджувала монастир від міста. Певною мірою це пояснювалося тим, що Окольний замок після цієї пожежі перетворився на руїну, відтак територія монастиря вже не була так захищена. Цегла для відбудови використовувалася із власної цегельні.

## Ліквідація монастиря

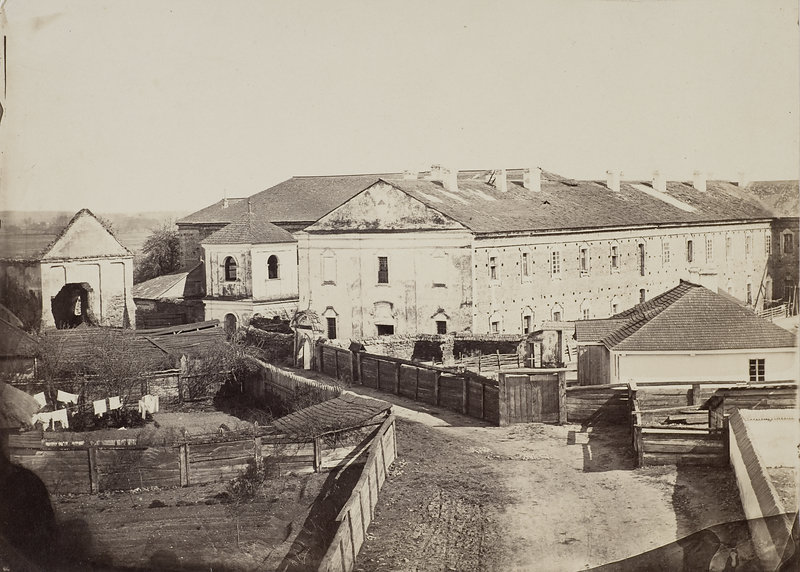
Монастир у 1870-х. Фото

У 1845 році на території бригідського комплексу сталася невелика пожежа. Для її гасіння збіглися міщани, однак їх затримала велика вимурувана ще у 1781 р. стіна. Монахині відмовилися впустити на свою територію людей для гасіння пожежі. В результаті, вогонь розгорівся і перекинувся на інші споруди міста, від чого сталася чи не найбільша пожежа Луцька за всю історію, під час якої постраждало багато будинків, державних установ, а також згоріли всі костели і монастирі острівної частини Луцька. Загальні збитки були оцінені у розмірі 150 000 срібних російських рублів. Компенсацією за збитки місту була конфіскація приміщення монастиря і костелу та всього внутрішнього начиння . Натомість на утримання кожної монахині було призначено 40 рублів щорічно. Це сильно похитнуло становище бригідок. У 1879 році орден бригідок у Луцьку скасовується і останні монашки переводяться в Дубно, а потім у Гродно . Під час ремонту башту костелу було розібрано.
У 1890 році будівлю почали облаштовувати під поліційне управління та в'язницю. Було остаточно збито декор і добудовано третій поверх. Архітектурний комплекс луцьких бригідок назавжди втратив свій вигляд. У бригідських приміщеннях планували відкрити гімназію. Проте її зрештою розмістили у колишніх келіях монастиря бернардинів, а в'язницю, яка мала розташуватися там, утворили саме в бригідському комплексі . Отже, в переобладнаних келіях розмістилася окружна Луцька тюрма, а в костелі — тюремна каплиця.

## Трагедія Луцької тюрми у червні 1941 року

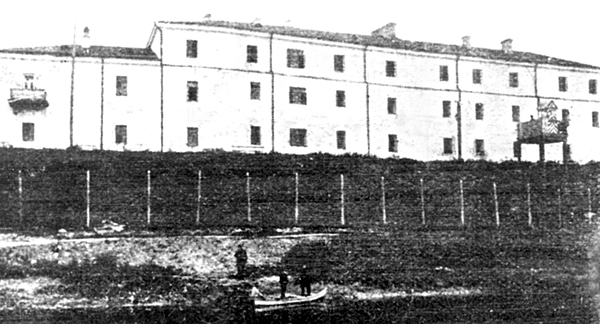
Тюрма. Фото середини ХХ ст.

У міжвоєнний період у тюрмі, окрім в'язнів, що вчинили кримінальні злочини, знаходилися і політичні в'язні. Такими були люди, які підозрювалися у зв'язках із Організацією українських націоналістів . Після приєднання Волині до СРСР тюрма ще більше рясніла в'язнями різних категорій: колишні священики, члени та підозрювані у членстві в ОУН, лікарі, представники наукового та творчого прошарків суспільства. Масові знищення в'язнів на території Західної України почалися від часу нападу німців на СРСР . Це ж саме відбулося і в Луцькій тюрмі, де 23 червня 1941 року солдатами НКВД було розстріляно близько 2000 осіб .
Тюрма ще діяла до 1960-х років, коли була зачинена. Потім у приміщеннях зробили музичне училище.

## Сьогодні

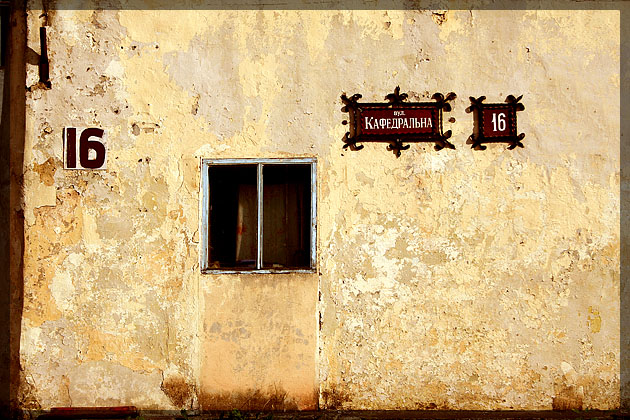
Фрагмент стіни

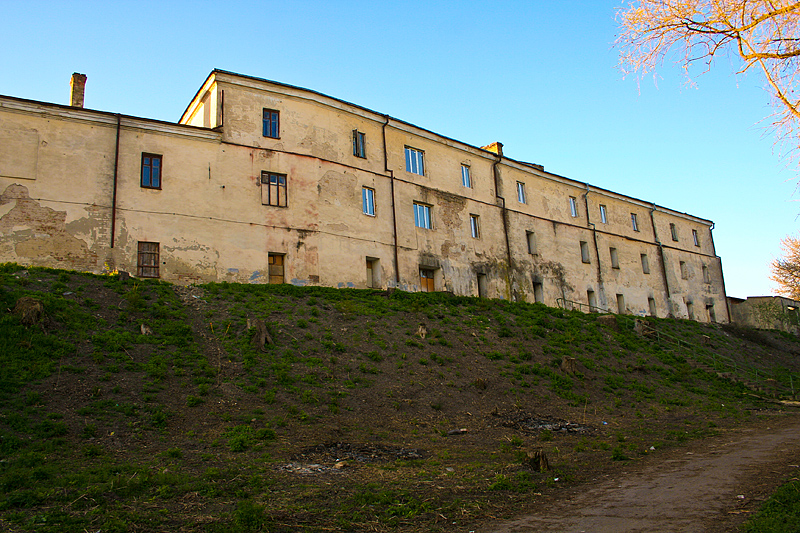
Південна стіна

В даний час приміщення переобладнаних келій та костелу певною мірою пустують. Будинок не доглянутий і потребує ремонту. Певну частину споруди займає Замковий Свято-Архангельський чоловічий монастир ПЦУ. Також на території знаходяться кілька приватних фірм.

### Архітектура
Внаслідок кількох пожеж та реконструкцій після них, а великою мірою після пожежі 1845 р. та перероблення під тюрму, первинна храмова архітектура була втрачена. Окрім розібрання вежі, збивання декору, приміщення монастиря отримало третій поверх. В інтер'єрі воно має хрестові склепіння, окрім третього поверху. У плані колишній монастир із прибудованим костелом має розміри 70х72 м. Збереглися двоярусні підземелля, які мають вихід до річки .

## Головні фундатори
- Альбрехт Станіслав Радзивілл
- єпископ Станіслав Лубенський
- Папа Урбан VIII
- Члени роду Гулевичів
- єпископ Стефан Рупневський
- та інші невідомі шляхтичі